# Теневиль
Теневиль (ок. 1890—1943?), также известный как Тыневиль — чукотский оленевод, сделавший попытку создания чукотской письменности.

## Биография
Теневиль жил в тундре близ населенного пункта Усть-Белая. Примерно в 1927—1928 году он самостоятельно изобрёл письменность для чукотского языка.

### Система письменности Теневиля
Чукотское письмо Теневиля было обнаружено в 1930 году советской экспедицией и описано известным путешественником, писателем и полярным исследователем В. Г. Тан-Богоразом. Письмо не имело широкого распространения и использовалось в пределах только одного стойбища. Кроме самого Теневиля, этим письмом владел его сын, с которым первый обменивался посланиями во время выпаса оленей. Теневиль наносил свои знаки на доски, кости, моржовые клыки и конфетные обёртки.
До настоящего времени неясно, было ли письмо Теневиля идеографическим или словесно-слоговым. Многие исследователи этого письма отмечали абстрактный характер его знаков, что могло косвенно свидетельствовать о продуманности данной системы письма.
Чукотское письмо — уникальное явление и представляет определённый интерес при рассмотрении проблем зарождения письменных традиций у народов, находящихся на догосударственных этапах своего развития. Чукотское письмо — самое северное из всех, где-либо разработанных коренной народностью при минимальном влиянии извне. Не решён вопрос об источниках и прототипах письма Теневиля. Принимая во внимание изолированность Чукотки от основных региональных цивилизаций, это письмо можно рассматривать как местное явление, усугублённое творческой инициативой гения-одиночки. Не исключено влияние на чукотское письмо рисунков на шаманских бубнах. Само слово письмо (кэликэл) в чукотском (луораветланском) языке имеет тунгусо-маньчжурские параллели.
В 1945 году художник-искусствовед И. П. Лавров посетил верховье Анадыря, где некогда жил Теневиль. Там и был обнаружен архив Теневиля — ящик, занесённый снегом, в котором хранились памятники чукотского письма. Теневиль разработал и особые знаки для чисел на основе двадцатеричной системы счисления, характерной для чукотского языка. Учёные насчитывают около 1000 основных элементов чукотской письменности.

## В искусстве
Известный чукотский писатель Юрий Рытхэу посвятил Теневилю роман «Конец вечной мерзлоты», 1977 год.